# Kanton Châteauneuf-sur-Sarthe
Kanton Châteauneuf-sur-Sarthe (fr. Canton de Châteauneuf-sur-Sarthe) je francouzský kanton v departementu Maine-et-Loire v regionu Pays de la Loire. Tvoří ho 15 obcí.

## Obce kantonu
- Brissarthe
- Champigné
- Champteussé-sur-Baconne
- Châteauneuf-sur-Sarthe
- Chemiré-sur-Sarthe
- Chenillé-Changé
- Cherré
- Contigné
- Juvardeil
- Marigné
- Miré
- Querré
- Sceaux-d'Anjou
- Sœurdres
- Thorigné-d'Anjou